# Elaine King
Elaine King Fuentes (Lima, Perú, ¿?- ) es una economista y escritora peruana afincada en Estados Unidos.
Elaine King Fuentes nació en Lima (Perú), reside en la  ciudad de Miami en el estado de Florida en Estados Unidos. Su actividad laboral ha estado centrada en el desarrollo y educación de la economía familiar. Es autora de varios libros y ha sido fundadora y presidenta de Family and Money Matters y la fundación IFAYDI en Perú.
En 2017 fue incluida en la lista de las 25 mujeres latinas más poderosas en Estados Unidos publicada por la revista People y en 2020 y 2023 apareció en la lista Top 100 Financial Advisors del portal Investopedia. King participa periódicamente como conferencista en eventos sobre planificación financiera a nivel internacional.

## Biografía
Nació en la ciudad de Lima en Perú y se trasladó a Estados Unidos donde cursó un posgrado en terapia familiar en el Bowen Center for the Study of the Family en la Universidad de Georgetown de Washington. Obtuvo una titulación internacional de negocios en la Universidad de Santa Maria de Texas (EE. UU.) y un Máster en Administración y Dirección de Empresas en la Escuela de Gestión Global Thunderbird de Phoenix en Arizona, también en EE. UU. Estudios que completó, en 2004, con el título de "Planificador Financiero" en el Certified Financial Planning Board Of Standards, y el de Family Business Advisor certificado por el Family Firm Institute y "Analista Financiera de Divorcios" certificado en el Institute of Certified Divorce Financial Analysts®. en 2017. En 2020 obtuvo una Certificación de Educación Financiera del National Financial Educators Council.
Elaine King desarrolló su carrera profesional en el sector de asesoramiento financiero de familias. Entre los años 1996 y 2000, fue Gerente de Asesoría sobre Inversión de Salomon Smith Barney dependiente de Citigroup (la mayor empresa de servicios financieros del mundo con sede en Nueva York) donde trabajó como Directora de Inversiones en la división para América Latina del Royal Bank of Scotland Coutts, hasta que en 2004 pasó a dirigir el  "Wealth & Well-Being Planning Institute" del Gibraltar Private Bank Trust donde estuvo hasta el 2011.
De 2010 a 2012 fue miembro de la Junta Directiva del "Collaborative Family Law Institute" y durante el año 2011 fue directora general en The Lubitz Financial Group. Ese mismo año recibió el Premio Tumi USA, que reconoce a inmigrantes peruanos destacados.
En 2013 fundó en Miami el "Family and Money Matters Institute", destinado a promover la educación financiera familiar y en  2013 creó el "Programa de Educación en Finanzas Familiares para el Perú y América Latina" (PEFF). Fue vicepresidenta del grupo Bessemer Trust durante los años 2012 y 2013.
Entre los años 2014 a 2016 fue socia y directora de "Gobierno Familiar y Programas Educativos" de WE Family Offices donde realizó labores de asesoramiento de empresas patrimoniales. En 2016 ingresó en la dirección del Miami Advisory Committee del Family Firm Institute y un año después fue incluida en la lista de las 25 mujeres de origen latinoamericano más "poderosas" en Estados Unidos, publicada por la revista People.
En 2020 fue elegida para integrar el "Top 100 Financial Advisors" del portal Investopedia, en el que se recogen "los cien asesores financieros más importantes del año". En 2023, pasó a integrar el Top 10 de la misma lista.

## Libros
- Family & Money Matters - Life lessons for the new generation (Kabraah Publishing, 2010)
- La Familia y el Dinero ¡Hecho Fácil! (Family and Money, Made Easy!) (Penguin Worldwide, 2012)
- Tu plan de vida en Estados Unidos ¡Hecho fácil! (Penguin Worldwide, 2013)
- Saltarín y las 4 palabras clave para una familia unida (para niños) (Santillana, 2013)[27]
- Los Colores de Tu Dinero: 7 Pasos Para Tu Salud Financiera (RUMI Productions LLC, 2015)
- El secreto de las parejas felices y el dinero (Harper Collins, octubre 2017)
- Los 10 mandamientos de las familias empresarias (Planeta, 2021)[28][29]
- Saltarín aprende a usar sus monedas (Penguin Random House, 2023)[30]

## Premios y reconocimientos
- Latino Book Award 2013 - Best Parenting/Family Book: La Familia y el Dinero ¡Hecho Fácil! [31]
- Tumi USA Award - Tumi de Oro 2011 Excelencia a la Comunidad.[32]
- Elegida como una de Las 25 Mujeres Más Poderosas por la revista People en español - 2017.[33]
- Top 100 Financial Advisors del portal Investopedia - 2020.[3]
- Top 10 Financial Advisors del portal Investopedia - 2023[4]